# Aplonis insularis
Estorninho-de-rennell ou estorninho-da-rennell (Aplonis insularis) é uma espécie de ave da família Sturnidae.
É endémica das Ilhas Salomão.
Os seus habitats naturais são: florestas subtropicais ou tropicais húmidas de baixa altitude.